# Tầng Tournai
| Hệ/ Kỷ                                 | Thống/ Thế   | Bậc/ Kỳ   | Tuổi (Ma) | Tuổi (Ma) |
| -------------------------------------- | ------------ | --------- | --------- | --------- |
| Permi                                  | Cisural      | Assel     | trẻ hơn   | trẻ hơn   |
| Carbon                                 | Pennsylvania | Gzhel     | 298.9     | 303.7     |
| Carbon                                 | Pennsylvania | Kasimov   | 303.7     | 307.0     |
| Carbon                                 | Pennsylvania | Moskva    | 307.0     | 315.2     |
| Carbon                                 | Pennsylvania | Bashkiria | 315.2     | 323.2     |
| Carbon                                 | Mississippi  | Serpukhov | 323.2     | 330.9     |
| Carbon                                 | Mississippi  | Visé      | 330.9     | 346.7     |
| Carbon                                 | Mississippi  | Tournai   | 346.7     | 358.9     |
| Devon                                  | Muộn         | Famenne   | già hơn   | già hơn   |
| Phân chia kỷ Carbon theo ICS năm 2017. |              |           |           |           |

Tầng Tournai là một trong ba tầng động vật thuộc thế Mississippi của kỷ Than Đá. Nó kéo dài từ khoảng 359,2±2,5 triệu năm trước (Ma) tới 345,4±2,1 Ma. Diễn ra trước nó là tầng Famenne còn diễn ra sau nó là tầng Visé. Trong thời gian thuộc tầng Tournai, các cánh rừng cổ đại được hình thành và chết đi, tạo ra một tầng chứa các dạng nhiên liệu chứa cacbon như than đá, dầu mỏ và các nhiên liệu hóa thạch khác. Tên gọi của tầng này do André Dumont đặt ra năm 1832 theo tên của thành phố Tournai (Doornik) của Bỉ. GSSP chính thức của ICS nằm gần đỉnh núi La Serre ở đông nam dãy núi Montagne Noire, Pháp. Mốc đánh dấu sự bắt đầu của tầng này là sự xuất hiện lần đầu tiên của loài động vật răng nón với danh pháp Siphonodella sulcata. Mốc đánh dấu sự kết thúc vẫn chưa được chọn chính thức, tuy một số nhà địa chất coi đó là thời điểm xuất hiện lần đầu tiên của loài trùng thoi có danh pháp Eoparastaffella simplex (thuộc bộ Trùng thoi (Fusulinida), ngành Trùng lỗ (Foraminifera)).